# Exclavament

Exemple d'enclavament i exclavament.
C és un enclavament a A i un exclavament de B

En geografia política un exclavament és un territori que pertany políticament a un altre territori però que no hi està connectat per terra (llevat de les illes) i està envoltat per una altra entitat política. En són exemples l'óblast de Kaliningrad, el Racó d'Ademús, el Comtat de Treviño i la República Autònoma de Nakhtxivan —entre Turquia, l'Iran i Armènia, tot i que pertany a l'Azerbaidjan.